# Больных, Александр Геннадьевич
Александр Геннадьевич Больных (род. 1 февраля 1954, Таллин, СССР) — российский писатель и переводчик.

## Биография
Закончил Уральский политехнический институт.
Начинал как автор научно-фантастических произведений. С 1996 года профессионально занимается переводами на военно-историческую тематику. Автор ряда произведений, посвящённых Первой и Второй мировым войнам, а также переводов книг, выпущенных издательствами «Зеркало» (Екатеринбург) и АСТ.
Член Союза писателей России (1993).
Лауреат премии имени Александра Беляева (2004).
В 2019 году в УрФУ Н. Э. Аксёнов защитил диплом на тему «Творчество А. Г. Больных 2010-х гг.»

## Творчество

### Фантастические произведения
- Жил-был вор
- Видеть звёзды
- Сын дракона, внук дракона
- Руки вверх, мистер гремлин!
- Жёлтый колокол
- Смарагдовые звёзды
- Золотые крылья дракона
- Снежные волки
- Железный замок
- Пуля-дура. Поднять на штыки Берлин!
- Штык-молодец. Суворов против Вашингтона.

### Военно-исторические произведения
- Схватка гигантов (2000) — книга представляет собой перевод книги Джеффри Беннета «Морские битвы Первой мировой» с дополнениями и замечаниями А. Больных, но без указания авторства Беннета[2]
- На океанских просторах (2001)
- Молниеносная война. Блицкриги Второй мировой (2008)
- XX век флота. Трагедия фатальных ошибок
- XX век танков (2009)
- Дуэли авианосцев (2009)
- XX век авиации (2010)

### Переводы
- Действия мальтийских ударных соединений
- Атака Таранто
- Битва за Крит
- Голландский флот в войне
- Лучший ас Второй мировой
- Авианосцы
- В схватке с «волчьими стаями». Эсминцы США: война в Атлантике
- Сильнее «божественного ветра». Эсминцы США: война на Тихом океане.
- Японский флот во Второй мировой войне
- Подводный ас. История Вольфганга Люта
- Самая жестокая битва.
- История конвоя ONS-5
- Великие адмиралы
- Роскилл С. У. Флаг Святого Георгия. Английский флот во Второй мировой войне = The War At Sea, 1939—1945. — М.: АСТ, 2002. — 560 с. — (Военно-историческая библиотека). — ISBN 5-17-010657-2.
- Боевой путь Императорского японского флота
- «Зеро»! Японская авиация во Второй мировой войне
- Лучший ас Второй мировой
- Новогодний бой
- Русские конвои
- Битва за Средиземное море. Взгляд побеждённых
- Битва за Средиземное море. Взгляд победителей

и другие.